# Französische Badmintonmeisterschaft 1960
Die Französische Badmintonmeisterschaft 1960 fand in Le Havre statt. Es war die elfte Austragung der nationalen Titelkämpfe im Badminton in Frankreich.	

## Titelträger
| Disziplin    | Sieger                         |
| ------------ | ------------------------------ |
| Herreneinzel | Christian Badou                |
| Dameneinzel  | Jeannie Mathieu                |
| Herrendoppel | Michel Le Renard Paul Ailloud  |
| Damendoppel  | Annie Causse Jacqueline Robert |
| Mixed        | Christian Badou Annie Causse   |